# 唐瑜 (景泰進士)
唐瑜（1423年—1494年），字廷美，號拙菴，直隸松江府上海縣人，民籍，明朝政治人物。進士出身。

## 生平
正统十二年（1447年）丁卯科應天府鄉試第二十二名。景泰二年（1451年）辛未科會試第一百七十六名，殿試登進士第二甲第二十九名。八月授南京禮科給事中，天顺五年（1461年）四月升浙江衢州府知府，成化七年（1471年）八月升湖广布政司左参政，十一年二月升山西右布政使，丁母忧，服阕，十三年八月复除雲南右布政使，十四年正月升本司左布政使，二十一年（1485年）四月升都察院右副都御史、巡抚甘肃，二十三年正月以考察冠带闲住，弘治七年（1494年）卒，赐祭葬如例。

## 家族
曾祖唐文祥（唐福）。祖父唐以忠（唐俊）。父亲唐景暘（唐昭），以子贵封衢州府知府。兄唐瑾。侄子唐锦，弘治進士。